# Gabriele Katzmarek
Gabriele Katzmarek (nascida a 8 de julho de 1960) é uma sindicalista e política alemã do Partido Social-Democrata (SPD) que serve como membro do Bundestag pelo estado de Baden-Württemberg desde 2013.

## Carreira política
Katzmarek tornou-se membro do Bundestag pela primeira vez nas eleições federais alemãs de 2013. É membro da Comissão dos Assuntos Económicos e da Energia.
Nas negociações para formar a chamada coligação semáforo do SPD, do Partido Verde e do Partido Democrático Liberal (FDP) após as eleições federais de 2021, Katzmarek fez parte da delegação do seu partido no grupo de trabalho sobre assuntos económicos, co-presidido por Carsten Schneider, Cem Özdemir e Michael Theurer.